# Älvsborgs läns norra valkrets
Älvsborgs läns norra valkrets var under perioden 1912–1998 namnet på en valkrets för val till riksdagen. Mellan 1912 och 1970 fanns valkretsen i andra kammaren, medan motsvarande område i första kammaren ingick i Älvsborgs läns valkrets. I samband med att Västra Götalands län bildades 1998 bytte valkretsen beteckning till Västra Götalands läns norra valkrets.

## Ledamöter i enkammarriksdagen (ej komplett lista)

### Mandatantal
Under hela perioden i enkammarriksdagen hade valkretsen nio fasta mandat. Antalet utjämningsmandat var noll i valen 1970–1979, ett i valen 1982–1985, två i valet 1988, ett i valet 1991 och tre i valet 1994.

### 1971–1973
- Arvid Enarsson, m (1/1–28/4 1971)
  - Arne Andersson, m (19/5 1971–1973)
- Robert Dockered, c
- Olle Eriksson, c
- Sven Antby, fp
- Elver Jonsson, fp
- Ruth Anderson, s
- Sven Andersson, s
- Hilding Johansson, s

### 1974–1975/76
- Arne Andersson, m
- Kerstin Andersson, c
- Olle Eriksson, c
- Elver Jonsson, fp
- Hilding Johansson, s

### 1976/77–1978/79
- Arne Andersson, m
- Kerstin Andersson, c
- Olle Eriksson, c
- Elver Jonsson, fp
- Hilding Johansson, s

### 1979/80–1981/82
- Arne Andersson, m
- Kerstin Andersson, c
- Olle Eriksson, c
- Elver Jonsson, fp
- Hilding Johansson, s

### 1982/83–1984/85
- Arne Andersson, m
- Kerstin Andersson, c
- Elver Jonsson, fp
  - Britt Bohlin, s (ersättare 5/10–28/11 1982=

### 1985/86–1987/88
- Arne Andersson, m
  - Stig Bertilsson, m (7/10 1987–2/10 1988)
- Marianne Andersson, c
- Kerstin Gellerman, fp (30/9 1985–5/10 1987)
  - Anders Castberger, fp (ersättare för Kerstin Gellerman 6/4–5/10 1987; ledamot 1987/88)
- Elver Jonsson, fp

### 1988/89–1990/91
- Arne Andersson, m
- Stig Bertilsson, m
- Marianne Andersson, c
- Anders Castberger, fp
- Elver Jonsson, fp
- Britt Bohlin, s

### 1991/92–1993/94
- Arne Andersson, m
- Stig Bertilsson, m
- Marianne Andersson, c
- Elver Jonsson, fp
  - Inger Gustavsson, fp (ersättare för Elver Jonsson 15/11–14/12 1992)
- Britt Bohlin, s

### 1994/95–1997/98
- Marianne Andersson, c
- Elver Jonsson, fp
- Fanny Rizell, kds
- Arne Andersson, m
- Stig Bertilsson, m (1994/95–14/10 1996)
  - Elizabeth Nyström, m (ersättare 3/10 1995–15/10 1996, ordinarie ledamot från 16/10 1995)
- Barbro Johansson, mp
  - Bertil Borglund, mp (ersättare 15/5 1995–18/6 1995)
- Britt Bohlin, s
- Rune Evensson, s
- Ingvar Johnsson, s
- Lena Klevenås, s
- Nils-Erik Söderqvist, s
- Stig Sandström, v

## Andra kammaren
Älvsborgs läns norra valkrets var även en valkrets till andra kammaren under perioden 1912–1970. I första kammaren ingick området i Älvsborgs läns valkrets. Under perioden med majoritetsval 1866–1911 var norra Älvsborg indelat i ett stort antal valkretsar med ett mandat vardera. 
När andra kammaren inrättades 1866 utgjordes landsbygden av (från norr till söder) Tössbo och Vedbo domsagas valkrets, Valbo och Nordals häraders valkrets, Sundals härads valkrets, Flundre, Väne och Bjärke domsagas valkrets samt Vättle, Ale och Kullings domsagas valkrets. Vid riksdagsvalet 1878 var den sistnämnda valkretsen uppdelad i Vättle och Ale häraders valkrets och Kullings härads valkrets, medan redan vid valet 1881 återgick man till en gemensam valkrets. I riksdagsvalen 1893 samt 1908 var Valbo och Nordals häraders valkrets samt Sundals härads valkrets förenade till Nordals, Sundals och Valbo häraders valkrets, men i övrigt bestod den nämnda valkretsindelningen till och med valet 1908.
Av områdets tre städer bildade Vänersborg och Åmål den gemensamma valkretsen Vänersborgs och Åmåls valkrets fram till extravalet 1887, då den utvidgades till Vänersborgs, Åmåls och Kungälvs valkrets. Vid valet 1893 återgick Vänersborg och Åmål till att utgöra egen valkrets, men i valet 1908 upplöstes denna och Vänersborg gick till Vänersborgs, Alingsås och Ulricehamns valkrets medan Åmål överfördes till Strömstads, Lysekils, Marstrands, Kungälvs och Åmåls valkrets. Områdets tredje stad, Alingsås, ingick ursprungligen i Borås, Alingsås och Ulricehamns valkrets, som bestod fram till valet 1893. Vid valet 1896 fördes Alingsås i stället till Marstrands, Kungälvs, Alingsås och Ulricehamns valkrets, för att slutligen i valet 1908 överföras till Vänersborgs, Alingsås och Ulricehamns valkrets.
Vid införandet av proportionellt valsystem i andrakammarvalet 1911 avskaffades samtliga äldre valkretsar och Älvsborgs län indelades i Älvsborgs läns norra valkrets motsvarande Dalsland (med tre mandat), Älvsborgs läns mellersta valkrets (med fyra mandat) och Älvsborgs läns södra valkrets (med fem mandat). 
Vid andrakammarvalet 1921 avskaffades den mellersta valkretsen och överfördes i sin helhet till den norra valkretsen, med undantag för Gäsene härad som fördes till den södra. Numera tillhör dock häradets område åter den norra kretsen. Antalet mandat i norra valkretsen var sju i riksdagsvalen 1921–1928 och därefter sex i valen 1932–1968.

### Riksdagsledamöter i andra kammaren

#### 1912–första riksmötet 1914
- Magnus Johansson, lmb
- Axel von Sneidern, lib s
- Harald Hallén, s

#### Andra riksmötet 1914
- Magnus Johansson, lmb
- Axel von Sneidern, lib s
- Harald Hallén, s

#### 1915–1917
- Arthur Gustafson, lmb
- Axel von Sneidern, lib s
- Harald Hallén, s

#### 1918–1920
- Arthur Gustafson, lmb (1918–1919)
  - Johan August Eriksson, lmb (1920)
- Axel von Sneidern, lib s
- Harald Hallén, s

#### 1921
- Arthur Gustafson, lmb
- Anders Lindgren, bf
- Harald Hallén, s

#### 1922–1924
- Arthur Gustafson, lmb
- Otto Silfverschiöld, lmb
- Anders Lindgren, bf
- Axel Andersson, lib s 1922–1923, fris 1924
- August Danielsson, lib s 1922–1923, fris 1924
- Anders Hansson, s
- Carl Olsson, s

#### 1925–1928
- Thore Alströmer, lmb
- Arthur Gustafson, lmb
- Anders Lindgren, bf
- August Danielsson, fris
- Harald Hallén, s
- Anders Hansson, s
- Carl Olsson, s

#### 1929–1932
- Thore Alströmer, lmb
- Arthur Gustafson, lmb
- Lennart Johansson, lmb
- Anders Lindgren, bf
- August Danielsson, fris
- Anders Hansson, s
- Carl Olsson, s

#### 1933–1936
- Arthur Gustafson, lmb 1933–1934, h 1935–1936
- Axel Hansson, bf
- Otto Niklasson, bf
- August Danielsson, fris 1933–1934, fp 1935–1936
- Anders Hansson, s
- Carl Olsson, s

#### 1937–1940
- Arthur Gustafson (från 1938 Casenberg), h
- Axel Hansson, bf
- August Danielsson, fp
- John Hult, s
- Erik Larsson, s
- Carl Olsson, s

#### 1941–1944
- James Dickson, h
- Axel Hansson (från 1943 Rubbestad), bf
- August Danielsson, fp
- Erik Larsson, s
- Carl Olsson, s
- Patrik Svensson, s

#### 1945–1948
- James Dickson, h
- Axel Rubbestad, bf
- August Danielsson, fp (1945–1946)
  - Sven Antby, fp (1947–1948)
- Artur Lundqvist, s
- Carl Olsson, s
- Patrik Svensson, s

#### 1949–1952
- James Dickson, h
- Axel Rubbestad, bf
- Sven Antby, fp
- Bengt Sjölin, fp
- Carl Olsson, s
- Patrik Svensson, s

#### 1953–1956
- James Dickson, h
- Axel Rubbestad, bf
- Sven Antby, fp
- Bengt Sjölin, fp
- Artur Lundqvist, s
- Patrik Svensson, s

#### 1957–första riksmötet 1958
- James Dickson, h
- Axel Rubbestad, bf
- Sven Antby, fp
- Bengt Sjölin, fp
- Artur Lundqvist, s
- Patrik Svensson, s

#### Andra riksmötet 1958–1960
- James Dickson, h
- Axel Rubbestad, c
- Sven Antby, fp
- Sven Andersson, s
- Artur Lundqvist, s
- Patrik Svensson, s (1958–17/7 1958)
  - Ruth Anderson, s (17/10–31/12 1960)

#### 1961–1964
- James Dickson, h
- Robert Johansson, c
- Sven Antby, fp
- Ruth Anderson, s
- Sven Andersson, s
- Hilding Johansson, s

#### 1965–1968
- James Dickson, h
- Robert Johansson (från 1967 Dockered), c
- Sven Antby, fp
- Ruth Anderson, s
- Sven Andersson, s
- Hilding Johansson, s

#### 1969–1970
- Arvid Enarsson, m
- Robert Dockered, c
- Sven Antby, fp
- Ruth Anderson, s
- Sven Andersson, s
- Hilding Johansson, s